# اوتز برندس
اوتز برندس (انگلیسی: Utz Brands) شرکت صنایع غذایی آمریکایی است، که در سال ۱۹۲۱ تأسیس شد.